# Nghĩa trang Phố Kozma

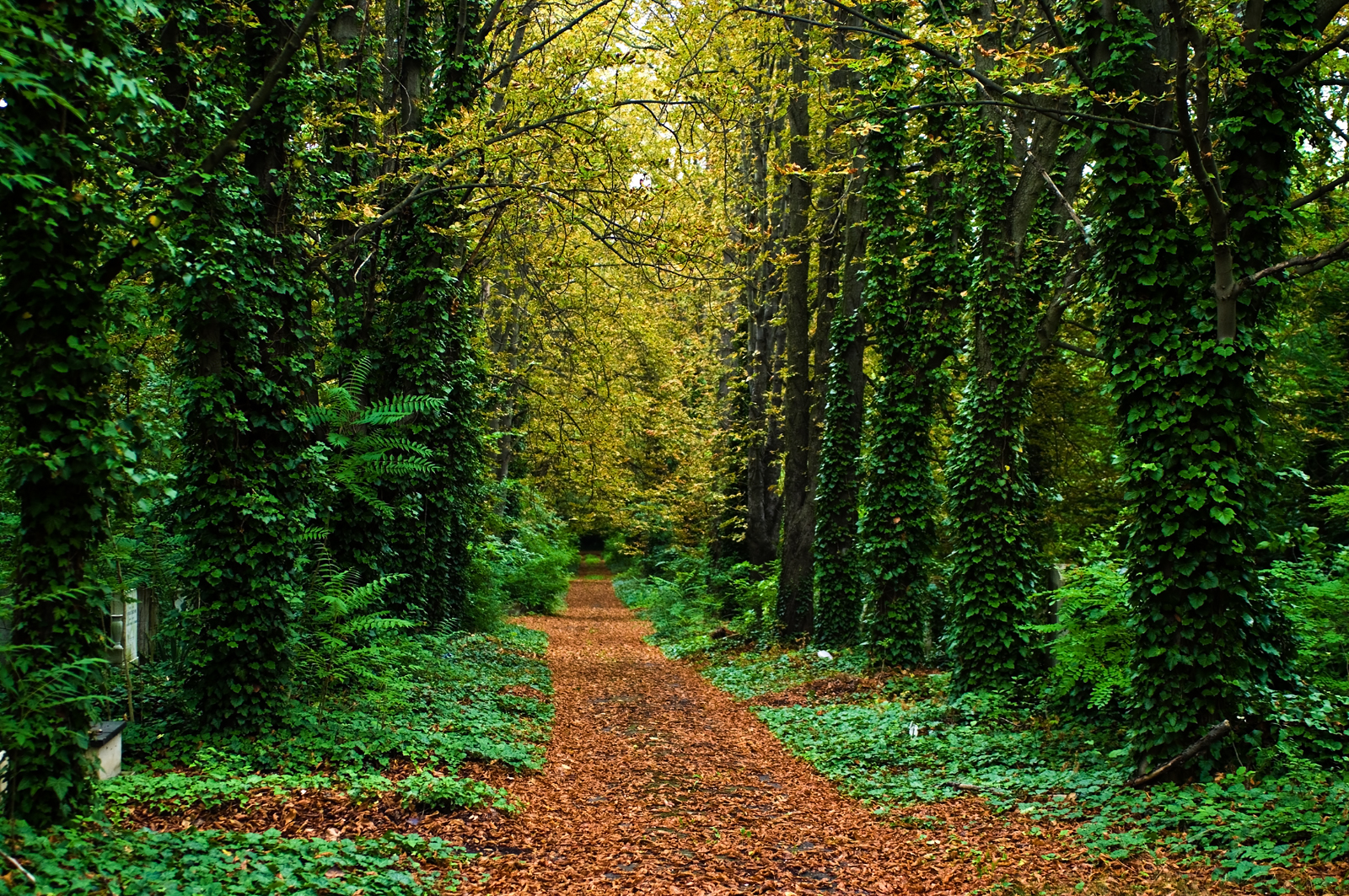
Nghĩa trang Do Thái trên Phố Kozma

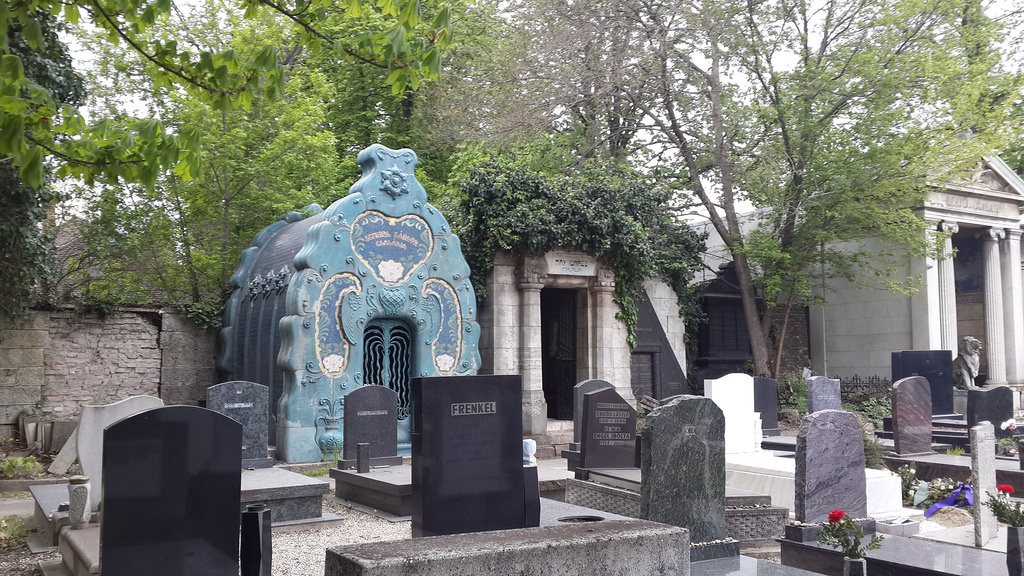
Bên trong nghĩa trang Do Thái trên phố Kozma. Nghĩa trang nằm ngay cạnh nghĩa trang Thiên chúa giáo.

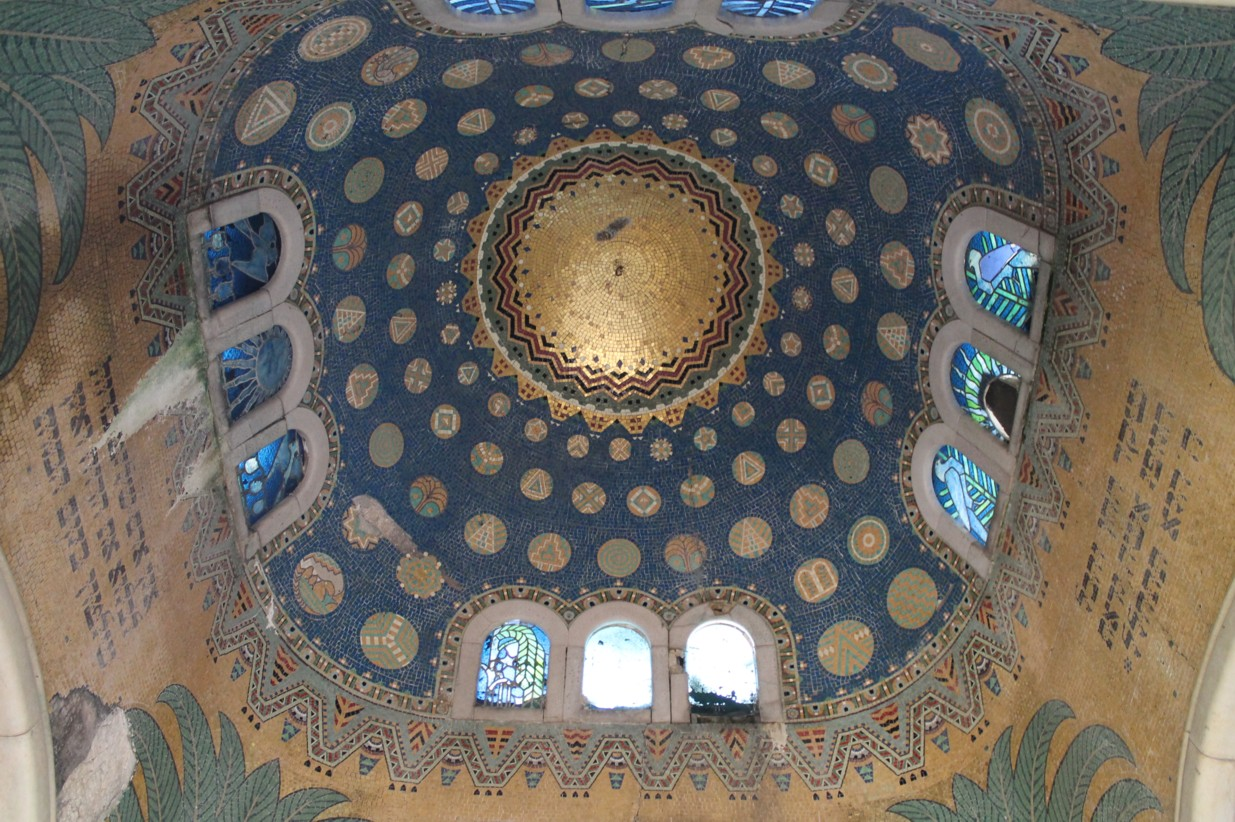
Hầm mộ gia đình Benjámin Griesz, 1906–1908.

Nghĩa trang Phố Kozma (tiếng Hungary: Kozma utcai) là nghĩa trang Do Thái lớn nhất của Budapest, Hungary, nằm ngay cạnh Nghĩa trang Công cộng Mới (Újköztemető).

## Nghĩa trang Do Thái phố Kozma
Nghĩa trang Do Thái phố Kozma là một trong những nghĩa trang lớn nhất ở châu Âu, nổi tiếng với những di tích và lăng mộ khác thường. Không như những nghĩa trang Do Thái khác, các lăng mộ ở đây được điêu khắc công phu theo nhiều phong cách khác nhau và được trang trí bằng các bức tượng hình người tinh xảo. Nổi bật nhất là những lăng mộ theo phong cách tân nghệ thuật hoặc phong cách Juosystemtil.
Nghĩa trang Phố Kozma được cộng đồng người Do Thái Neolog ở Budapest mở cửa vào năm 1891. Đây là nghĩa trang Do Thái lớn nhất của Budapest cũng như là một trong những nghĩa trang lớn nhất của châu Âu. Trong suốt lịch sử của mình, nơi đây đã chôn cất hơn 300.000 người. Đến ngày nay, đây vẫn là một trong những nơi yên nghỉ của người Do thái ở Hungary.
Vào năm 2011, khi tu sửa một cây cầu, người ta tìm thấy hài cốt của khoảng 20 người. Những bộ hài cốt này được cho là thuộc về nhóm hàng nghìn người Do Thái bị Đảng Chữ thập mũi tên Hungary bắn trên bờ sông Danuble. Vào năm 2016, hài cốt của họ đã được đưa về an táng tại Nghĩa trang Phố Kozma.
Lăng mộ lợp ngói xanh của gia đình Schmidl được Ödön Lechner và Bela Lajta xây dựng. Khu lăng mộ được lấy cảm hứng từ nghệ thuật dân gian Hungary, là một đại diện nổi bật của phong cách kiến trúc Magyar-Do Thái.